# Elezioni parlamentari a Capo Verde del 2006
Le elezioni parlamentari a Capo Verde del 2006 si tennero il 22 gennaio per il rinnovo dell'Assemblea nazionale.

## Risultati
| Liste                                            | Voti    | %     | Seggi |
| ------------------------------------------------ | ------- | ----- | ----- |
| Partito Africano dell'Indipendenza di Capo Verde | 88 989  | 52,30 | 41    |
| Movimento per la Democrazia                      | 74 910  | 44,02 | 29    |
| Unione Capoverdiana Indipendente e Democratica   | 4 495   | 2,64  | 2     |
| Partito del Rinnovamento Democratico             | 1 097   | 0,64  | –     |
| Partito Social Democratico                       | 672     | 0,39  | –     |
| Totale                                           | 170 163 | 100   | 72    |